# Campionato italiano di beach soccer 2021 - Poule Scudetto

## Date
| Fase           | Turno         | Data              |
| -------------- | ------------- | ----------------- |
| Poule Scudetto | Prima tappa   | 8-11 luglio 2021  |
| Poule Scudetto | Seconda tappa | 21-25 luglio 2021 |

## Squadre
- Catania SSD
- Catania
- Lamezia Terme
- Napoli
- Pisa
- Sambenedettese
- Sicilia
- Terracina
- Viareggio

## Risultati

### Prima tappa
| Squadra 1      | Risultato   | Squadra 2      |
| 1ª giornata    | 1ª giornata | 1ª giornata    |
| -------------- | ----------- | -------------- |
| Sicilia        | 2 - 9       | Viareggio      |
| Pisa           | 3 - 4       | Napoli         |
| Terracina      | 3 - 6       | Catania        |
| Lamezia Terme  | 3 - 7       | Canalicchio    |
| 2ª giornata    |             |                |
| Sicilia        | 1 - 5       | Pisa           |
| Sambenedettese | 6 - 3       | Napoli         |
| Viareggio      | 4 - 8       | Catania        |
| Lamezia Terme  | 2 - 6       | Terracina      |
| 3ª giornata    |             |                |
| Canalicchio    | 4 - 7       | Sicilia        |
| Napoli         | 3 - 2       | Terracina      |
| Viareggio      | 2 - 3 (dts) | Sambenedettese |
| Catania        | 7 - 2       | Lamezia Terme  |
| 4ª giornata    |             |                |
| Canalicchio    | 1 - 12      | Viareggio      |
| Pisa           | 0 - 2       | Lamezia Terme  |
| Napoli         | 3 - 4       | Sicilia        |

### Seconda tappa
| Squadra 1      | Risultato   | Squadra 2      |
| 5ª giornata    | 5ª giornata | 5ª giornata    |
| -------------- | ----------- | -------------- |
| Pisa           | 5 - 3       | Sambenedettese |
| Catania        | 8 - 4       | Canalicchio    |
| Terracina      | 5 - 3       | Sicilia        |
| 6ª giornata    |             |                |
| Sicilia        | 4 - 8       | Catania        |
| Lamezia Terme  | 4 - 6       | Napoli         |
| Terracina      | 5 - 1       | Pisa           |
| Sambenedettese | 10 - 3      | Canalicchio    |
| 7ª giornata    |             |                |
| Pisa           | 7 - 4       | Canalicchio    |
| Napoli         | 7 - 8 (dts) | Catania        |
| Terracina      | 3 - 2       | Viareggio      |
| Lamezia Terme  | 1 - 10      | Sambenedettese |
| 8ª giornata    |             |                |
| Canalicchio    | 4 - 9       | Napoli         |
| Viareggio      | 3 - 4       | Pisa           |
| Sicilia        | 1 - 9       | Lamezia Terme  |
| Sambenedettese | 2 - 3       | Terracina      |
| 9ª giornata    |             |                |
| Canalicchio    | 3 - 9       | Terracina      |
| Viareggio      | 4 - 5       | Lamezia Terme  |
| Catania        | 8 - 6       | Pisa           |
| Sambenedettese | 7 - 4       | Sicilia        |

### Recuperi
| Squadra 1            | Risultato            | Squadra 2            |
| Recupero 4ª giornata | Recupero 4ª giornata | Recupero 4ª giornata |
| -------------------- | -------------------- | -------------------- |
| Catania              | 5 - 3                | Sambenedettese       |
| Recupero 5ª giornata |                      |                      |
| Napoli               | 7 - 10               | Viareggio            |

### Classifica
|  | Pos. | Squadra        | Pt | G | V | V+ | Vr | P | GF | GS | DR  |
|  | ---- | -------------- | -- | - | - | -- | -- | - | -- | -- | --- |
|  | 1.   | Catania        | 23 | 8 | 7 | 1  | 0  | 0 | 58 | 33 | +25 |
|  | 2.   | Terracina      | 18 | 8 | 6 | 0  | 0  | 2 | 36 | 22 | +14 |
|  | 3.   | Sambenedettese | 14 | 8 | 4 | 1  | 0  | 3 | 44 | 26 | +18 |
|  | 4.   | Napoli         | 12 | 8 | 4 | 0  | 0  | 4 | 42 | 41 | +1  |
|  | 5.   | Pisa           | 12 | 8 | 4 | 0  | 0  | 4 | 31 | 30 | +1  |
|  | 6.   | Lamezia Terme  | 9  | 8 | 3 | 0  | 0  | 5 | 28 | 41 | -13 |
|  | 7.   | Viareggio      | 9  | 8 | 3 | 0  | 0  | 5 | 46 | 33 | +13 |
|  | 8.   | Sicilia        | 6  | 8 | 2 | 0  | 0  | 6 | 26 | 50 | -24 |
|  | 9.   | Catania SSD    | 3  | 8 | 1 | 0  | 0  | 7 | 30 | 65 | -35 |

Legenda:
      Ammesse alla fase finale.
      Retrocessa in Poule Promozione 2022.
Regolamento:
Tre punti per la vittoria nei tempi regolamentari, due nel tempo supplementare, uno ai calci di rigore, zero per la sconfitta.